# Two and a Half Men/Staffel 8
Die achte Staffel der US-amerikanischen Sitcom Two and a Half Men feierte ihre Premiere am 20. September 2010 auf dem Sender CBS. Die deutschsprachige Erstausstrahlung der ersten 13 Episoden war vom 27. August bis zum 19. November 2011 auf dem österreichischen Free-TV-Sender ORF eins zu sehen. Die restlichen Episoden wurden zwischen dem 29. November und dem 13. Dezember 2011 auf ProSieben erstausgestrahlt.
Im deutschsprachigen Raum wurde die erste Staffel unter dem Titel „Mein cooler Onkel Charlie“ ausgestrahlt. Ab der zweiten Staffel wurde der amerikanische Originaltitel verwendet und der deutsche Titel als Zusatz angehängt: Two and a Half Men – Mein cooler Onkel Charlie.
Am 31. Januar 2011 kündigten CBS, Warner TV und Two and a Half Men-Entwickler Chuck Lorre zunächst eine Unterbrechung der Dreharbeiten zur 8. Staffel von unbestimmter Länge an. Als Grund wurde Charlie Sheens damalige Entziehungskur nach seinen letzten Exzessen angegeben. Die Dreharbeiten sollten ab dem 28. Februar 2011 wieder fortgesetzt werden. Am 24. Februar 2011 kam es zwischen Charlie Sheen und Chuck Lorre aufgrund von Interviews, in denen Sheen Lorre schwer angriff, zum Zerwürfnis. Die Dreharbeiten wurden daraufhin vom Sender eingestellt und die 8. Staffel beendet.

## Darsteller
| Figur                            | Darsteller            | Deutscher Sprecher        |
| -------------------------------- | --------------------- | ------------------------- |
| Charles „Charlie“ Francis Harper | Charlie Sheen         | Benjamin Völz             |
| Dr. Alan Jerome Harper           | Jon Cryer             | Viktor Neumann            |
| Jacob „Jake“ David Harper        | Angus T. Jones        | Adrian Kilian             |
| Evelyn Harper                    | Holland Taylor        | Kerstin Sanders-Dornseif  |
| Judith Melnick (vormals Harper)  | Marin Hinkle          | Christin Marquitan        |
| Berta                            | Conchata Ferrell      | Regina Lemnitz            |
| Nebendarsteller                  |                       |                           |
| Lyndsey McElroy                  | Courtney Thorne-Smith | Claudia Kleiber           |
| Eldridge McElroy                 | Graham Patrick Martin | Constantin von Jascheroff |
| Dr. Herb Melnick                 | Ryan Stiles           | Oliver Siebeck            |
| Rose                             | Melanie Lynskey       | Cathlen Gawlich           |
| Melissa                          | Kelly Stables         | Sonja Spuhl               |
| Courtney                         | Jenny McCarthy        | Victoria Sturm            |

## Episoden
| Nr. (ges.) | Nr. (St.) | Deutscher Titel                           | Originaltitel                          | Erstausstrahlung USA | Deutschsprachige Erstausstrahlung (A/D) | Regie         | Drehbuch | Zuschauer (DE) | A-Quoten |
| --- | --------- | ----------------------------------------- | -------------------------------------- | -------------------- | --------------------------------------- | ------------- | --- | -------------- | -------- |
| 162 | 1         | Tubensahne                                | Three Girls and a Guy Named Bud        | 20. Sep. 2010        | 27. Aug. 2011                           | James Widdoes | Handlung: Chuck Lorre & Lee Aronsohn Schauspiel: Don Foster, Jim Patterson & Eddie Gorodetsky                   | 2,14 Mio.      | –        |
| Alan hat weiterhin ein Verhältnis mit Lyndsey, ohne jedoch seinem Sohn davon zu erzählen. Als er eines Morgens nach Hause kommt, beobachtet er zusammen mit Charlie, wie zwei Mädchen aus Jakes Zimmer kommen. Als er Jake damit konfrontiert, behauptet Jake, dass die beiden surfen wollten und er sie bei sich hat übernachten lassen. Als Alan wieder einmal bei Lyndsey ist, sieht ihn Jake, als er das Haus verlässt, woraufhin Jake bei seiner Mutter einzieht. Charlie gibt das Trinken auf, was für ihn jedoch weder den Verzicht auf Bier noch auf Wein beinhaltet. |           |                                           |                                        |                      |                                         |               | |                |          |
| 163 | 2         | Eine Flasche Wein und ein Presslufthammer | A Bottle of Wine and a Jackhammer      | 27. Sep. 2010        | 3. Sep. 2011                            | James Widdoes | Handlung: Chuck Lorre, Lee Aronsohn & Susan Beavers Schauspiel: Don Foster, Eddie Gorodetsky & Jim Patterson    | 2,09 Mio.      | 137.000  |
| Lyndsey fragt Alan, ob er mit ihr zusammenziehen will, woraufhin er um etwas Bedenkzeit bittet. Als Charlie erfährt, dass eine Möglichkeit besteht, dass Alan auszieht, bemüht er sich, ihm sein altes Heim möglichst unangenehm zu gestalten, indem er ihm einen Papagei in sein Zimmer stellt oder ihm unter der Dusche Gesellschaft leistet. Als Alans Auszug nur noch davon abhängt, ob Jake und Eldridge damit einverstanden sind, gibt er den beiden 500 Dollar, damit sie nichts gegen das Zusammenziehen ihrer Eltern sagen. Als Alan schon auf dem Weg zu Lyndsey ist, trifft er in einem Weingeschäft auf Melissa, mit der er lange zusammen war und für die er immer noch Gefühle empfindet, und nimmt sie mit in sein altes Zimmer bei Charlie. |           |                                           |                                        |                      |                                         |               | |                |          |
| 164 | 3         | Feuer und Flamme                          | A Pudding-Filled Cactus                | 4. Okt. 2010         | 10. Sep. 2011                           | James Widdoes | Handlung: Chuck Lorre, Lee Aronsohn & David Richardson Schauspiel: Don Foster, Eddie Gorodetsky & Susan Beavers | 1,92 Mio.      | 124.000  |
| Obwohl Alan jetzt offiziell bei Lyndsey eingezogen ist, betrügt er sie immer noch mit Melissa. Für zweisame Stunden mit Melissa nutzen die beiden Alans altes Zimmer bei Charlie. Da er nun mit zwei Frauen parallel schläft, gerät Alan schnell in Potenznöte und täuscht ab und zu sogar seinen Orgasmus vor. Da Charlie um jeden Preis verhindern will, dass Alan wieder bei ihm einzieht, redet er Alan ein, mit Melissa Schluss zu machen, und endlich bei Lyndsey einzuziehen. Als Alan und Lyndsey endlich zusammen wohnen, löst Alan durch eine unachtsam abgelegte Pfeife einen Brand aus, der Lyndseys Haus zerstört. Da die vier nicht wissen wohin, stehen sie bald darauf vor Charlies Tür. |           |                                           |                                        |                      |                                         |               | |                |          |
| 165 | 4         | Nutten, Nutten, Nutten                    | Hookers, Hookers, Hookers              | 11. Okt. 2010        | 17. Sep. 2011                           | James Widdoes | Handlung: Don Foster, Eddie Gorodetsky & Susan Beavers Schauspiel: Chuck Lorre, Lee Aronsohn & Jim Patterson    | 2,53 Mio.      | 158.000  |
| Nachdem Alan das Haus seiner Freundin Lyndsey aus Versehen niedergebrannt hat, sind die beiden mit ihren Söhnen wieder bei Charlie eingezogen. Charlie, der es nicht wahrhaben will, dass Alan wieder bei ihm wohnt, fährt am nächsten Morgen mit den beiden in das abgebrannte Haus, um sich den Schaden anzuschauen. Als er am Abend wieder zu Hause ist, will er sich eine Nutte bestellen und stellt fest, dass er sein Handy in der Ruine vergessen hat. Um sein Handy wiederzuholen, fährt er zurück in das abgebrannte Haus, wo er Lyndseys Exmann trifft und sich mit ihm unterhält. Zu der kleinen Männerrunde stoßen später auch noch Herb, der Pizzalieferant Gordon und Alan hinzu. Als Lyndsey vorbeikommt, um Alan abzuholen, trifft sie auf ihren Exmann Chris, für den sie immer noch Gefühle hat, und geht mit ihm zusammen etwas trinken. |           |                                           |                                        |                      |                                         |               | |                |          |
| 166 | 5         | Die Mumie schlägt zurück                  | The Immortal Mr. Billy Joel            | 18. Okt. 2010        | 24. Sep. 2011                           | James Widdoes | Handlung: Chuck Lorre, Lee Aronsohn & Don Foster Schauspiel: Eddie Gorodetsky, Susan Beavers & Jim Patterson    | 2,03 Mio.      | 126.000  |
| Charlie hat einen großen Scheck für seine Jingles bekommen und erzählt Alan, dass er nach Las Vegas fliegt, begibt sich jedoch in die Obhut eines Schönheitschirurgen. Weil Alans Klappbett klemmt, beschließt er in Charlies Bett zu schlafen, solange dieser nicht zu Hause ist. In Charlies Zimmer entdeckt er viele schöne Sachen, etwa einen Umschlag mit Geld oder Bettbezüge aus ägyptischer Baumwolle. Mit dem gefunden Geld von Charlie begibt Alan sich in die nächstgelegene Bar und gibt eine Runde Drinks aus, was ihm die Sympathie vieler Frauen einbringt. In der Bar lernt Alan, der sich jedoch als Charlie ausgibt, Gretchen kennen und nimmt sie mit in „sein“ Strandhaus. Als Gretchen Alan aufklärt, dass sie schon mal mit Charlie zusammen war, erzählt Alan ihr die Wahrheit und die beiden landen zusammen im Bett, wo sie eigenartige Rollenspiele spielen. Charlie kommt derweil von seinem Aufenthalt in der Schönheitsklinik zurück und tut so, als sei er in Las Vegas verprügelt worden, was Alan jedoch durchschaut, da Evelyn ihm bereits von Charlies Aufenthalt in der Schönheitsklinik erzählt hat. |           |                                           |                                        |                      |                                         |               | |                |          |
| 167 | 6         | Oberflächlich, eitel und seicht           | Twanging Your Magic Clanger            | 25. Okt. 2010        | 1. Okt. 2011                            | James Widdoes | Handlung: Lee Aronsohn & Don Foster Schauspiel: Chuck Lorre, Eddie Gorodetsky & Jim Patterson                   | 2,31 Mio.      | 160.000  |
| Charlie ist mit einer älteren Frau zusammen, deren Alter er jedoch nicht wahrhaben will, und das er sogar als Trennungsgrund in Erwägung zieht. Als er auf ihre 20-jährige Tochter trifft, die eher in sein Beuteschema passt, trennt er sich vorläufig von ihr, um sie nicht aus Versehen mit ihrer Tochter zu betrügen. Als Michelles Tochter nebenbei bemerkt, dass sie überhaupt nicht auf ältere Typen steht, entscheidet Charlie sich doch für eine Beziehung mit Michelle, und die beiden kommen wieder zusammen. Alan hat derweil Langeweile und lässt keine Gelegenheit ungenutzt, um sich selbst zu befriedigen. |           |                                           |                                        |                      |                                         |               | |                |          |
| 168 | 7         | Verrückte Weiber                          | The Crazy Bitch Gazette                | 1. Nov. 2010         | 8. Okt. 2011                            | James Widdoes | Handlung: Chuck Lorre & Lee Aronsohn Schauspiel: Don Foster, Eddie Gorodetsky & Jim Patterson                   | 2,32 Mio.      | 172.000  |
| Charlie geht mit seiner neuen Freundin Michelle in ein Restaurant und wird dort von seinem Bruder und seiner Mutter überrascht, die sich zu den zweien setzen. Nachdem Michelle gesehen hat, welches Verhältnis Charlie zu seiner Familie hat, ist er überrascht, dass sie immer noch mit ihm ausgehen will. Auch nachdem Michelle seinen Neffen Jake und seine Haushälterin Berta kennengelernt hat, will sie sich weiterhin mit ihm treffen. Als Michelle gerade mit Charlie redet und ihm erklärt, dass jeder Mensch sein Paket trägt und dass man sich mit dem Paket seines Partners abfinden muss, kommt ein weiterer Teil von Charlies Paket, in Form von Rose. Als Michelle erkennt, dass Charlie immer noch etwas für Rose empfindet, trennt sie sich von ihm. |           |                                           |                                        |                      |                                         |               | |                |          |
| 169 | 8         | Wolkenstürmer am Stiel                    | Springtime on a Stick                  | 8. Nov. 2010         | 15. Okt. 2011                           | James Widdoes | Eddie Gorodetsky & Jim Patterson                                                                                | 2,17 Mio.      | 168.000  |
| Charlie kommt von einer „Date-Erfahrung“ zurück und stört Jake, der gerade mit seiner Freundin einen Film anschaut. Am nächsten Morgen wird Charlie von Alan geweckt, der eine Unterschrift für die Geburtstagskarte von Evelyn braucht. Nachdem Alan und Jake die Karte und ein Geschenk zu Evelyn gebracht haben, wollen die beiden sie wieder alleine lassen. Um sich an Charlie für sein vermasseltes Date zu rächen, überredet Jake seinen Vater jedoch, Evelyn mit zu einem gemeinsamen Abendessen mit zu Charlie zu nehmen. Nachdem Alan seinen Sohn bei Judith abgeliefert hat, fährt er zusammen mit seiner Mutter zu Charlie. Da die drei nicht miteinander reden wollen, schauen sie Fernsehen, bis es keine Oliven mehr für einen Martini gibt und die drei zusammen losgehen, um einzukaufen. Da Evelyn noch ein paar Frauenprodukte braucht, halten die drei unterwegs noch bei Russels Apotheke und laden ihn nach erfolgreichem Kauf zu Evelyns „Geburtstagsparty“ ein. Da Russel jedoch nicht versteht, dass Charlie und Alan ihn mit ihrer Mutter verkuppeln wollen, bringt er ein Date mit, was die Stimmung auf der Party nicht gerade steigert. Als Evelyn, um sich wieder zu fassen, kurz auf die Toilette verschwindet, folgt ihr Russels Date, und die beiden Frauen amüsieren sich alleine und verschwinden kurz darauf ohne männliche Begleitung. |           |                                           |                                        |                      |                                         |               | |                |          |
| 170 | 9         | Schöne Stunden in Zentralafrika           | A Good Time In Central Africa          | 15. Nov. 2010        | 22. Okt. 2011                           | James Widdoes | Handlung: Don Reo Schauspiel: Eddie Gorodetsky & Jim Patterson                                                  | 1,99 Mio.      | 196.000  |
| Berta fährt für ein paar Tage zu einer Familienfeier und lässt ihre Bekannte Esmeralda als Ersatz für sie einspringen. Da Esmeralda ihren Job wirklich gerne macht, ist Charlie schnell von ihr begeistert, auch wenn er sich mit ihr nicht verständigen kann, da sie nur Spanisch spricht. Als Berta von ihrer Familienfeier zurückkommt, muss Charlie sich zwischen den beiden entscheiden und wählt mit schwerem Herzen Berta. Alan kommt derweil wieder mit Lyndsey zusammen und wird daraufhin von ihrem Exmann verfolgt und bedroht. Als Alan mit Lyndsey über das Verhalten ihres Exmannes redet, beschwichtigt sie Alan und behauptet, dass Chris nur redet, aber nie etwas tut. Alan glaubt Lyndsey jedoch nicht und lebt in der Angst vor Chris und versucht sich zu Hause zu verbarrikadieren. |           |                                           |                                        |                      |                                         |               | |                |          |
| 171 | 10        | Die japanische Regenbrille                | Ow, Ow, Don’t Stop                     | 22. Nov. 2010        | 29. Okt. 2011                           | James Widdoes | Handlung: Chuck Lorre & Lee Aronsohn Schauspiel: Susan Beavers, Don Reo & David Richardson                      | 2,05 Mio.      | 154.000  |
| Charlies Exfreundin Courtney ist vorzeitig aus dem Gefängnis entlassen worden und brennt mit Charlie für drei Tage nach Las Vegas durch. Als die beiden wieder nach Hause kommen, hat Alan Bedenken bezüglich Charlies Beziehung zu dessen Exgeliebten, doch Charlie interessiert Courtneys Vergangenheit nicht und außerdem will er nicht auf „die japanische Regenbrille“ verzichten. Da Courtney immer mehr von Charlies Geld ausgibt, sucht Alan Unterstützung bei seiner Mutter, die sich jedoch nicht in Charlies Leben einmischen will. Als Charlie gegen seine geschlossene Balkontür läuft und sich an den Scherben verletzt, sodass er ins Krankenhaus muss, kommt er zur Einsicht, dass Courtney doch nicht gut für ihn ist und sagt Alan, dass er sie nicht mehr sehen will. Als sie jedoch in sein Zimmer kommt und ihn küsst, sind Charlies Bedenken schon wieder vergessen. |           |                                           |                                        |                      |                                         |               | |                |          |
| 172 | 11        | Von der Hüfte abwärts tot                 | Dead From the Waist Down               | 6. Dez. 2010         | 5. Nov. 2011                            | James Widdoes | Handlung: Susan Beavers, David Richardson & Don Reo Schauspiel: Chuck Lorre & Lee Aronsohn                      | 2,11 Mio.      | 175.000  |
| Alans Freundin Lyndsey hat Geburtstag, und Alan will ihr ein schönes Geschenk machen, ohne jedoch das nötige Kleingeld zu haben. Um doch noch genug Geld für ein Geschenk zusammenzubekommen, bietet Alan Massagen im Einkaufscenter an und schafft es nach einigen Überstunden, genug Geld zusammenzubekommen. Für das Geld seiner harten Arbeit kauft er von einem Parkplatzhändler eine vermeintliche Perlenkette, die sich jedoch als Pfefferminzbonbonkette erweist. Da Alan keinen anderen Weg mehr sieht, klaut er von seiner Exfrau ein paar Diamantohrringe, die sie nie getragen hat, woraufhin er zwar von einem schlechten Gewissen geplagt wird, jedoch auch endlich ein Geschenk für Lyndsey hat. |           |                                           |                                        |                      |                                         |               | |                |          |
| 173 | 12        | Der Mann ohne Freunde                     | Chocolate Diddlers or My Puppy’s Dead  | 13. Dez. 2010        | 12. Nov. 2011                           | James Widdoes | Handlung: Chuck Lorre Schauspiel: Eddie Gorodetsky & Jim Patterson                                              | 2,24 Mio.      | 143.000  |
| Charlie und seine Freundin Courtney diskutieren im Bett und dabei stellt Charlie fest, dass er nichts mehr für sie empfindet. Daraufhin trennen sie sich. Dennoch macht Charlie dies traurig und er weiß nichts mit sich anzufangen und fühlt sich einsam. Also beginnt er sich in einer Bar zu betrinken, wo er einer fremden Frau sein Leid klagt. Danach taucht er betrunken bei einer Party von Jake auf. Jakes Mutter Judith wirft ihn hinaus und empfiehlt ihm, sich Hilfe zu suchen. So sitzt er wieder einmal auf Dr. Freemans Couch, die im Gespräch schnell feststellt, dass Charlie keinen einzigen Freund hat, aber viele Frauenbekanntschaften, bei denen es nur um Sex geht. Und er hat Alan, bei dem er sich dann betrunken wieder ausweint. |           |                                           |                                        |                      |                                         |               | |                |          |
| 174 | 13        | Stinktier, Ketchup und Hundekacke         | Skunk, Dog Crap And Ketchup            | 3. Jan. 2011         | 19. Nov. 2011                           | James Widdoes | Handlung: Alissa Neubauer Schauspiel: Chuck Lorre, Lee Aronsohn, Don Reo & David Richardson                     | 2,33 Mio.      | 172.000  |
| Lyndsey kann nicht schlafen, weil Alan Kindheitstraumata plagen. Sie steht wieder auf und trifft im Wohnzimmer auf Charlie, der gerade Sportwetten studiert. Sie gibt ihm Empfehlungen, Charlie wundert sich, dass sie so gut Bescheid weiß. Lyndsey gesteht ihm, dass sie einmal als Buchmacherin gearbeitet hat, bittet ihn aber Alan nichts zu verraten. Am folgenden Morgen fragt Charlie Lyndsey in Rätseln nach einem Tipp für eine Wette, Alan hat aber das Gefühl, dass da irgendetwas zwischen den beiden läuft. Alan besucht Lyndsey ihn ihrem neuen Haus, sie gibt ihm einen Schlüssel, damit er jederzeit zu Besuch kommen kann. Er beginnt aber neurotisch zu werden und wirft ihr vor, ein Verhältnis mit Charlie zu haben. Also nimmt sie ihm den Schlüssel wieder weg und wirft ihn hinaus. Alan will daraufhin nicht zu ihrer Einweihungsparty kommen, schleicht danach trotzdem ums Haus herum und sieht durch das Fenster, wie Charlie angeregt mit Lyndsey spricht. Da kommt ihm ein Stinktier in die Quere und bespritzt ihn. Herb versucht zu helfen, macht alles aber nur noch schlimmer. Bei seinem Auftritt an Lyndseys Türe blamiert er sich dann bis auf die Knochen. |           |                                           |                                        |                      |                                         |               | |                |          |
| 175 | 14        | Der menschliche Vulkan                    | Lookin’ For Japanese Subs              | 17. Jan. 2011        | 29. Nov. 2011                           | James Widdoes | Handlung: Chuck Lorre & Lee Aronsohn Schauspiel: Eddie Gorodetsky, Susan Beavers & Jim Patterson                | 2,29 Mio.      | 142.000  |
| Seit der Hochzeit von Rose und „Manni“ sind einige Monate vergangen. Zufällig trifft Charlie Rose im Supermarkt, sie erzählt ihm, wie glücklich sie ist, und dass sie wieder im Strandhaus wohnen. Rose will aber nicht, dass Chalie sie und ihren „Mann“ besucht. Alan bringt Charlie dazu, sich einzugestehen, dass er Rose immer noch liebt. Daraufhin geht Charlie trotzdem bei Rose vorbei, aber sie weist ihn ab. Beim zweiten Versuch stimmt Rose dann einem Besuch zu, da „Manni“ nochmals weg müsse. Charlie gesteht ihr seine Liebe und schließlich landen sie zusammen im Bett. Derweil versuchen sich Jake und Eldridge damit, Stuntszenen wie in Jackass selbst zu produzieren. Darob geraten sie mit Alan in einen heftigen Streit. Die beiden machen ihn immer wütender, weil sie aus jedem Wort, das er sagt, eine sexuelle Anspielung machen. Alle Stuntversuche gehen wortwörtlich in die Hose. |           |                                           |                                        |                      |                                         |               | |                |          |
| 176 | 15        | Still und steif                           | Three Hookers and a Philly Cheesesteak | 7. Feb. 2011         | 6. Dez. 2011                            | James Widdoes | Eddie Gorodetsky & Jim Patterson                                                                                | –              | 166.000  |
| Charlie trifft sich weiterhin mit Rose und weiß noch immer nicht, dass „Manni“ nur eine Schaufensterpuppe ist. Pizzabote Gordon erzählt Charlie, dass auch er einmal mit Rose zusammen war und sie ihn während dieser Zeit wie Charlie haben wollte: eingekleidet mit Bowlingshirts, kurzen Hosen und demselben Scotch zum Trinken. Später muss Gordon bei Rose eine Pizza abliefern, „Manni“ sitzt auf dem Sofa und so langsam dämmert es ihm, das Rose ihre Hochzeit nur vorgespielt hat, weil „Manni Quinn“ nichts anderes bedeutet als „Mannequin“. Er macht bei Charlie Andeutungen, aber dieser kommt nicht von selbst darauf. Alan will Werbung für seine Praxis machen, weil ein alter Studienkollege großen Erfolg damit hat, braucht dafür aber Geld. Er überredet Charlie zu investieren, was dieser auch tut. Danach nimmt er auch Geld von seiner Mutter und Herb. Da Charlie nicht glaubt, dass er das Geld wirklich für die Praxis braucht, verlangt er seinen Anteil zurück und erhält ihn prompt mit Zinsen. So überrascht investiert er ihn gleich wieder. Auch Berta beteiligt sich nun, und danach wollen auch seine Mutter und Judith (mit Herbs Geld) das geliehene Geld wieder investieren. So funktioniert das Pyramidenspiel von Alan, bis ihn sein schlechtes Gewissen einholt. |           |                                           |                                        |                      |                                         |               | |                |          |
| 177 | 16        | Dein Mann ist eine Puppe                  | That Darn Priest                       | 14. Feb. 2011        | 13. Dez. 2011                           | James Widdoes | Handlung: Chuck Lorre & Lee Aronsohn Schauspiel: Susan Beavers, David Richardson & Don Reo                      | 2,50 Mio.      | –        |
| Alan meint, er könne sein Geldproblem durch eine Beichte in der Kirche aus der Welt schaffen, der Pfarrer macht ihm aber klar, dass sein Schneeballsystem nicht erlaubt ist und die einzige Lösung ist, allen das Geld zurückzuzahlen. Weil er die Absolution nicht erhält, geht er wieder mit der Bemerkung, dass er es in einer anderen Kirche versuche. Als er Charlie erklären will, dass er pleite ist, sagt ihm dieser, dass auch Rose in das Geschäft einsteigen wolle. Alans böse Seite obsiegt und er lügt sich aus der Affäre. Kurz darauf entlarvt Rose sein Spiel und droht ihm, den anderen alles zu erzählen. Alan besucht Rose und versucht sie damit zu erpressen, dass er „Manni“ alles über ihre Affäre mit Charlie erzählt. Dabei sieht Alan, wie ein Vogel an den Haaren der Puppe zupft. Nun kennt er Roses Geheimnis und sie schlägt als Gegengeschäft vor, ihm so viel Geld zu geben, wie er braucht, um seine Schulden zurückzuzahlen. Doch Alan schlägt das Angebot aus. Kurz darauf verlangt Berta ihr Geld zurück, da zwei ihrer Enkelinnen schwanger sind. Alan bleibt nun nichts anderes übrig, als auf den Deal mit Rose einzugehen. Charlie hat derweil Rose zu einem Wochenende in Paris eingeladen, weil es dort ein Disneyland gibt, in dem Wein ausgeschenkt wird. Als sie sich für die Reise bereit machen, erzählt Rose Charlie, dass ihr „Mann“ auf einer Modenschau in New York sei. Dann stellt sie fest, dass sie ihren Regenmantel im Schlafzimmer vergessen hat. Charlie bietet sich an ihn zu holen und Rose meint schon, dass sie auffliegt. Charlie öffnet den Schrank und sieht die Schaufensterpuppe, er sagt sich aber nur, dass ‚Manni seine Arbeit mit nach Hause genommen hat‘, nimmt den Regenmantel und geht wieder nach unten. |           |                                           |                                        |                      |                                         |               | |                |          |

## DVD-Veröffentlichung
In den Vereinigten Staaten wurde die DVD zur achten Staffel am 6. September 2011 veröffentlicht. In Deutschland ist die DVD zur achten Staffel seit dem 10. Februar 2012 erhältlich.